# 侏魮
侏魮（学名：Barbus pygmaeus）為輻鰭魚綱鯉形目鯉科的魚類。該物種於1963年由Max Poll和Jean-Pierre Gosse描述及命名，分布於非洲剛果民主共和國，體長可達2.6公分。

## 扩展阅读
維基物種上的相關：侏魮